# ایوان قدمگاه
 ایوان قدمگاه بنایی مربوط به دوره هخامنشی (یا کمی بعد از دورهٔ هخامنشی) است در روستای چاشت خوار واقع شده و این اثر در تاریخ ۱۰ آذر ۱۳۵۴ با شمارهٔ ثبت ۱۲۱۹ به‌عنوان یکی از آثار ملی ایران به ثبت رسیده است.
این بنا بر کوه سنگی کنده شده‌است و از دو ایوان سنگی تشکیل شده‌است. دو پلکان، ایوان اول را به ایوان بالاتر ارتباط می‌دهند. بر روی ایوان بالایی پنج حفرهٔ بزرگ کنده شده‌است. حفره‌های کروی‌ای هم دور تا دور بنا هستند. در جلوی بنا استخری بوده که توسط چشمه‌ای از سکوی پایینی بنا تغذیه می‌شده‌است.
این بنا در ۱۸۸۱ میلادی توسط سروان H. L. Wells از ارتش بریتانیا کشف شد که پلان آن را منتشر کرد. بعدتر فرصت الدوله شیرازی و لویی واندنبرگ و بعد از آن‌ها ایرانشناسان دیگر آن را بررسی کرده‌اند پیشتر گمان می‌رفت قدمگاه یک بنای نیمه‌تمام و احتمالاً یک آرامگاه نیمه‌تمام باشد، به‌خصوص به دلیل شباهت ساختار کلی آن به دو قبر دیگر که در نزدیکی تخت جمشید است. بررسی‌های جدیدتر نشان داده که قدمگاه یک بنای کامل شده بوده‌ است. اما برای کاربری آن فرضیه‌های مختلفی مطرح است. جدیدترین تحقیق انجام شده توسط Jean-Claude Bessac (در سال ۲۰۰۷) فرضیه کاربری به عنوان آرامگاه یا استودان (محل نگهداری استخوان‌ها) را مردود دانسته و یک کاربری مذهبی مرتبط با عنصر آب (که نزد ایرانیان مقدس بوده) می‌داند. روی پنج حفرهٔ دیوار پشتی احتمالاً تخته‌سنگ‌هایی بوده‌ است، شاید به عنوان سنگ‌نبشته یا نقش‌برجسته‌هایی با اهداف تزیینی. تحقیقی در سال ۱۳۹۳ نیز این را تأیید و بنا را مرتبط با میترا (مهر) و الههٔ آب آناهیتا می‌داند.
در صد متری غرب این اثر گورستانی قرار دارد که در آن از قبرهای پیش از اسلام تا دوره قاجار دیده می‌شود